# Saginae
Pour les articles homonymes, voir Magicienne.
Sous-famille
Les Saginae (les Magiciennes) sont une sous-famille d'insectes orthoptères de la famille des Tettigoniidae. 

## Distribution
Les espèces de cette sous-famille se rencontrent en Europe, en Afrique et au Proche-Orient.

## Liste des genres
Selon Orthoptera Species File (21 mai 2022) :
- Saga Charpentier, 1825
- Clonia Stål, 1855
- Cloniella Kaltenbach, 1971
- Emptera Saussure, 1888
- Peringueyella Saussure, 1888